# MAN NL202
MAN NL202는 MAN SE에서 1989년부터 1992년까지 생산했던 대형 저상버스이다.

## 같이 보기
- 자일대우 BS
- 자일대우 BC
- 메르세데스-벤츠 O405